# Chapelle Saint-Jean de Tours
Pour les articles homonymes, voir Chapelle Saint-Jean.
La chapelle Saint-Jean est une ancienne chapelle affectée au culte catholique à Tours, dans le département d'Indre-et-Loire (France).
Elle est située dans le Vieux-Tours, au sud-ouest de l'ancienne basilique Saint-Martin de Tours dans un angle de son cloître. Datant du XIIIe siècle, elle est inscrite comme monument historique en 1984.

## Localisation
La chapelle est située dans l'angle sud-ouest de l'ancien cloître de la basilique Saint-Martin de Tours, le long de la rue Rapin qui formait au Moyen Âge la voie longeant intérieurement l'enceinte de Châteauneuf. Elle est largement incluse dans les maisons édifiées dans ce quartier canonial.

## Histoire
Une première chapelle dédiée à saint Jean est mentionnée à Tours au VIe siècle mais l'édifice visible au XXIe siècle est une construction du XIIIe siècle reprise au XIVe siècle qui remplace une chapelle datant peut-être du XIIe siècle,.
Endommagée lors des bombardements de la ville en juin 1940, son intérieur est restauré en 1968,.
Jusqu'en 2016, elle abrite le musée Saint-Martin dont les collections comprenaient des éléments lapidaires provenant de l'ancienne basilique, des œuvres d'art.

## Architecture
Le monument, de plan rectangulaire et dont le volume est divisé en trois travées inégales par des arcs en tiers-points saillant sur les murs latéraux, se termine à l'est par un chevet plat. Sur le mur gouttereau nord, des baies obturées soulignent l'emplacement des trois travées.
Dans le mur gouttereau nord, une baie gothique largement murée surmonte un portail totalement obturé. La baie qui éclaire le chevet, à lancettes et oculus porte une verrière datant de 1888 et due à l'atelier Lobin.

## Pour en savoir plus